# Facies (Fachzeitschrift)
Facies ist eine geologische Fachzeitschrift. In ihr „werden Arbeiten publiziert, die sich mit der Interpretation fossiler und moderner Ökosysteme und Karbonat-Ablagerungsräumen mittels Faziesanalyse im weitesten Sinne beschäftigen“. Insbesondere werden Fragestellungen der Paläobiologie, der Paläoökologie, der Beckenevolution und der Sedimentologie aufgegriffen.
Die erste Ausgabe erschien im Dezember 1979. Anfangs erschien die Zeitschrift jährlich, später halbjährlich und ab 2006 vierteljährlich. Sie wird von der Friedrich-Alexander-Universität Erlangen-Nürnberg herausgegeben, vormals vom dortigen Institut für Paläontologie und seit 2003 vom Geozentrum Nordbayern.